# Graffiti (Gackt)
Graffiti è un singolo del cantante rock giapponese Gackt pubblicato il 30 novembre 2011.

## Tracce
1. Graffiti – 3:42
2. Iki Toshi Ikeru Subete ni Tsugu – 3:59
3. Graffiti (Instrumental)
4. Iki Toshi Ikeru Subete ni Tsugu (Instrumental)